# 洪靖年
洪靖年，又作卿纳瑞·翁（英語：Chinary Ung，1942年11月24日—），美国籍柬埔寨作曲家。

## 生平
1942年出生于柬埔寨茶胶省，移居美国后学习音乐，曾师从于周文中。1989年获Grawemeyer作曲奖。洪靖年是亚洲著名的作曲家之一，作品是现代技法与东方色彩、尤其是东南亚传统的结合。代表作有《内在的声音》（Inner Voices）等。